# 納希切萬
納希切萬（羅馬化：Nakhijevan）是阿塞拜疆納希切萬自治共和國的首府，在巴庫以西450公里。2006年人口67,900人。它位于纳希切万柴河右岸，海拔873米。
2009年6月9日開始，納希切萬管轄範圍擴展到包括原屬巴貝克區的布尔甘、加拉丘格、加拉汉巴伊利、通布尔和哈吉尼阿特村落，管轄面積從15平方公里增加到190平方公里。

## 詞源
該市最早記載於托勒密的《地理學指南》，稱為「Naxuana」，而亞美尼亞歷史學家則稱之為「Ijevan」。
「納希切萬」（Nakhjavan）一詞在亞美尼亞語指「最初著陸的地方」。猶太歷史學家弗拉維奧·約瑟夫斯指出，當初城市建立於挪亞方舟在大洪水停泊的山的山腳下。後來突厥人遷入，出現了 dʒ 變成 tʃ 的音轉，而得出今天的阿塞拜疆語名稱「Nakhchivan」。

## 歷史

### 古典時期
相傳當地是大洪水之後由挪亞建立，並且是他終老和埋葬的地方。根據聖摩弗希斯（Saint Movses Khorenatsi），公元前2世紀亞美尼亞國王提格蘭一世將米底亞戰俘轉移至納希切萬。納希切萬最早記載於托勒密的《地理學指南》，稱為「Naxuana」。
波斯國王沙普爾二世於363年摧毀了納希切萬，並把亞美尼亞人與猶太人居民轉移到伊朗。在602年－628年的東羅馬－薩珊戰爭，東羅馬皇帝希拉克略經過納希切萬前往阿塞拜疆。

### 中世紀
650年阿拉伯人圍攻納希切萬，使到亞美尼亞親王Theodore Rshtuni要達成停戰協定。703年叛亂後，亞爾明尼亞總督穆罕默德·伊本·馬爾萬於705年在納希切萬和戈恩（Goghtn）的教堂將叛亂的貴族處以火刑。亞美尼亞王國於約900年短暫地控制納希切萬，但旋即被阿塞拜疆薩吉德王朝統治者穆罕默德·伊本·阿比勒-薩吉（Muhammad ibn Abi'l-Saj）奪得。這裡是1195年盛克戰役後埃爾迪古茲王朝阿德貝格Nusrat al-Din Abu Bakr的臨時藏身地，而1197年納希切萬就落入了格魯吉亞王國之手。
1225年，納希切萬由阿德貝格賈翰·巴列文（Muhammad Jahan Pahlavan）之女al-Maleka al-Jalāliya管治。到1280年，已有熱那亞商人在這座城市進行貿易。帖木兒於1401年攻克了這裡，但於1405年被格魯吉亞國王吉奧爾基七世奪得。

### 現代
1503年沙阿伊斯邁爾一世征服了納希切萬。1603–1604年沙阿阿拔斯一世在鄂圖曼帝國手中重奪納希切萬。
1828年的《土庫曼恰伊條約》將納希切萬併入俄羅斯帝國。1849年這裡成為埃里溫省納希切萬區的首府。1896年當地人口為7 433，大概三分之二為阿塞拜疆人，三分之一為亞美尼亞人。
1917年二月革命後，在納希切萬組建了一個蘇維埃，但該市由1917年3月至11月的高加索特別委員會，還有及後1917年11月至1918年3月的外高加索委員部掌控。土耳其於六月佔領了納希切萬直到十一月，之後1919年1月就被英軍佔領，並任命了一名軍長管理當地。
納希切萬於1919年4月6日被給予亞美尼亞，而該市於1919年6月6日併入亞美尼亞。1919年10月25日，英、法、意、美四國在阿塞拜疆和亞美尼亞允許後委任了美國上校Edmond D. Daily擔任納希切萬總督，將會展開公投，並且要阿塞拜疆和亞美尼亞的軍隊撤出。不過，在1920年3月，土耳其由卡齊姆·卡拉貝基爾領軍重奪了納希切萬。
1920年7月8日，蘇俄控制了納希切萬，該市成為新成立的納希切萬蘇維埃社會主義共和國的首都。俄土簽訂的的1921年3月16日莫斯科條約和之後的1921年10月21日卡爾斯條約同意了納希切萬地方屬於阿塞拜疆的自治地區，並界定了與土耳其的邊界。1923年2月，該市成為了阿塞拜疆蘇維埃社會主義共和國納希切萬自治區的一部分，後來在1924年3月成為納希切萬蘇維埃社會主義自治共和國首都，這自治共和國仍屬阿塞拜疆。
阿塞拜疆獨立後，納希切萬仍然由阿塞拜疆管轄，作為阿塞拜疆共和國一部分。2020年納戈爾諾-卡拉巴赫戰爭後，亞美尼亞、阿塞拜疆和俄羅斯達成了停火協議。根據協議，阿塞拜疆獲得一條經過亞美尼亞的道路連接納希切萬，而俄羅斯的維和部隊就會看守著。

## 地理
納希切萬位於贊格祖爾山脈（Zangezur）的山腳下，纳希切万柴河右岸，海拔接近1000米。
由於沿河森林面積減少，水災與泥土侵蝕急劇增加。因此，該市推出了林地復育計畫，鼓勵植樹。

### 氣候
納希切萬擁有大陸性半乾旱氣候（柯本 BSk），冬季短而寒冷下雪，夏季長而炎熱乾旱。
| 納希切萬          | 納希切萬    | 納希切萬    | 納希切萬    | 納希切萬    | 納希切萬    | 納希切萬    | 納希切萬    | 納希切萬    | 納希切萬    | 納希切萬    | 納希切萬    | 納希切萬    | 納希切萬    |
| 月份              | 1月         | 2月         | 3月         | 4月         | 5月         | 6月         | 7月         | 8月         | 9月         | 10月        | 11月        | 12月        | 全年        |
| ----------------- | ----------- | ----------- | ----------- | ----------- | ----------- | ----------- | ----------- | ----------- | ----------- | ----------- | ----------- | ----------- | ----------- |
| 平均高温 °C（°F） | 0.8 (33.4)  | 4.0 (39.2)  | 12.3 (54.1) | 20.1 (68.2) | 24.7 (76.5) | 29.5 (85.1) | 34.7 (94.5) | 33.7 (92.7) | 30.1 (86.2) | 21.9 (71.4) | 12.6 (54.7) | 5.1 (41.2)  | 19.1 (66.4) |
| 日均气温 °C（°F） | −4.0 (24.8) | −0.5 (31.1) | 5.4 (41.7)  | 12.4 (54.3) | 17.5 (63.5) | 22.4 (72.3) | 26.9 (80.4) | 26.2 (79.2) | 21.9 (71.4) | 14.1 (57.4) | 6.5 (43.7)  | 0.9 (33.6)  | 12.5 (54.5) |
| 平均低温 °C（°F） | −6.8 (19.8) | −4.3 (24.3) | 1.0 (33.8)  | 7.4 (45.3)  | 11.5 (52.7) | 15.9 (60.6) | 20.0 (68.0) | 18.7 (65.7) | 14.7 (58.5) | 8.2 (46.8)  | 2.3 (36.1)  | −2.5 (27.5) | 7.2 (45.0)  |
| 平均降水量 mm（） | 19 (0.7)    | 18 (0.7)    | 29 (1.1)    | 38 (1.5)    | 36 (1.4)    | 30 (1.2)    | 17 (0.7)    | 8 (0.3)     | 11 (0.4)    | 26 (1.0)    | 20 (0.8)    | 15 (0.6)    | 267 (10.5)  |
| 平均降水天数      | 5           | 4           | 6           | 7           | 9           | 5           | 2           | 2           | 2           | 5           | 4           | 4           | 55          |
| 月均日照時數      | 82.9        | 117.3       | 188.3       | 202.6       | 254.5       | 324.0       | 364.4       | 338.7       | 302.5       | 215.6       | 148.1       | 121.1       | 2,660       |
| 来源：NOAA        |             |             |             |             |             |             |             |             |             |             |             |             |             |

## 人口
據阿塞拜疆國家統計委員會統計，2000年該市人口為 6.38 萬。
| 人口     | 2000 | 2001 | 2002 | 2003 | 2004 | 2005 | 2006 | 2007 | 2008 | 2009 | 2010 | 2011 | 2012 | 2013 | 2014 | 2015 | 2016 | 2017 | 2018 | 2019 |
| -------- | ---- | ---- | ---- | ---- | ---- | ---- | ---- | ---- | ---- | ---- | ---- | ---- | ---- | ---- | ---- | ---- | ---- | ---- | ---- | ---- |
| 納希切萬 | 63,8 | 64,2 | 64,7 | 65,1 | 70,7 | 71,0 | 71,3 | 71,7 | 72,7 | 82,4 | 83,4 | 84,7 | 86,4 | 88,0 | 89,5 | 90,3 | 91,1 | 92,1 | 92,9 | 93,7 |
| 城市人口 | 63,8 | 64,2 | 64,7 | 65,1 | 70,7 | 71,0 | 71,3 | 71,7 | 72,7 | 73,7 | 73,8 | 75,4 | 76,8 | 78,3 | 79,5 | 80,2 | 80,9 | 81,8 | 82,6 | 83,2 |
| 郊區人口 | –    | –    | –    | –    | –    | –    | –    | –    | –    | 8,7  | 9,6  | 9,3  | 9,6  | 9,7  | 10,0 | 10,1 | 10,2 | 10,3 | 10,3 | 10,5 |

## 人口結構
| 民族       | 1829年–1832年統計 | 1897年統計 | 1926年統計 | 1939年統計 |
| ---------- | ----------------- | ---------- | ---------- | ---------- |
| 總人口     | 5 470             | 8 790      | 10 296     | 15 694     |
| 阿塞拜疆族 | 3 624             | 6 161      | 7 567      | 11 901     |
| 亞美尼亞人 | 1 825             | 2 263      | 1 065      | 2 033      |
| 俄羅斯人   | ...               | 216        | 1 376      | 1 420      |
| 格魯吉亞人 | 17                | 24         | 24         | 19         |
| 庫德族     | ...               | 2          | 6          | 32         |
| 其他       | 4                 | 124        | 258        | 289        |

## 經濟
傳統來說，納希切萬是阿塞拜疆人的貿易業、手工業、造鞋業和造帽業的地方。這些產業大多已經被取締。海關基礎設施的擴展在過去的二十年裡一直是納克切萬經濟增長的主要原因，加上恢復企業和發展工業，以及外貿自由化，構成現在納克切萬的經濟支柱。

## 文化
該市有廣泛的文化活動，設施和博物館。盖达尔·阿利耶夫宫是永久性畫展以及劇院，可容納1000人。近年翻新的蘇聯時代歌劇院成為納希切萬國家音樂劇劇院，舉辦話劇、演唱會、音樂劇和歌劇。
當納希切萬被指定為伊斯蘭文化之都時，預計該市的許多文化遺址都將在2018年得到慶祝。

### 建築
穆敏·卡吞陵墓、古盧斯坦陵墓、挪亞陵、優素福·伊本·庫西埃陵墓、伊瑪扎德陵墓和胡塞因·賈維德陵墓都位於該市。

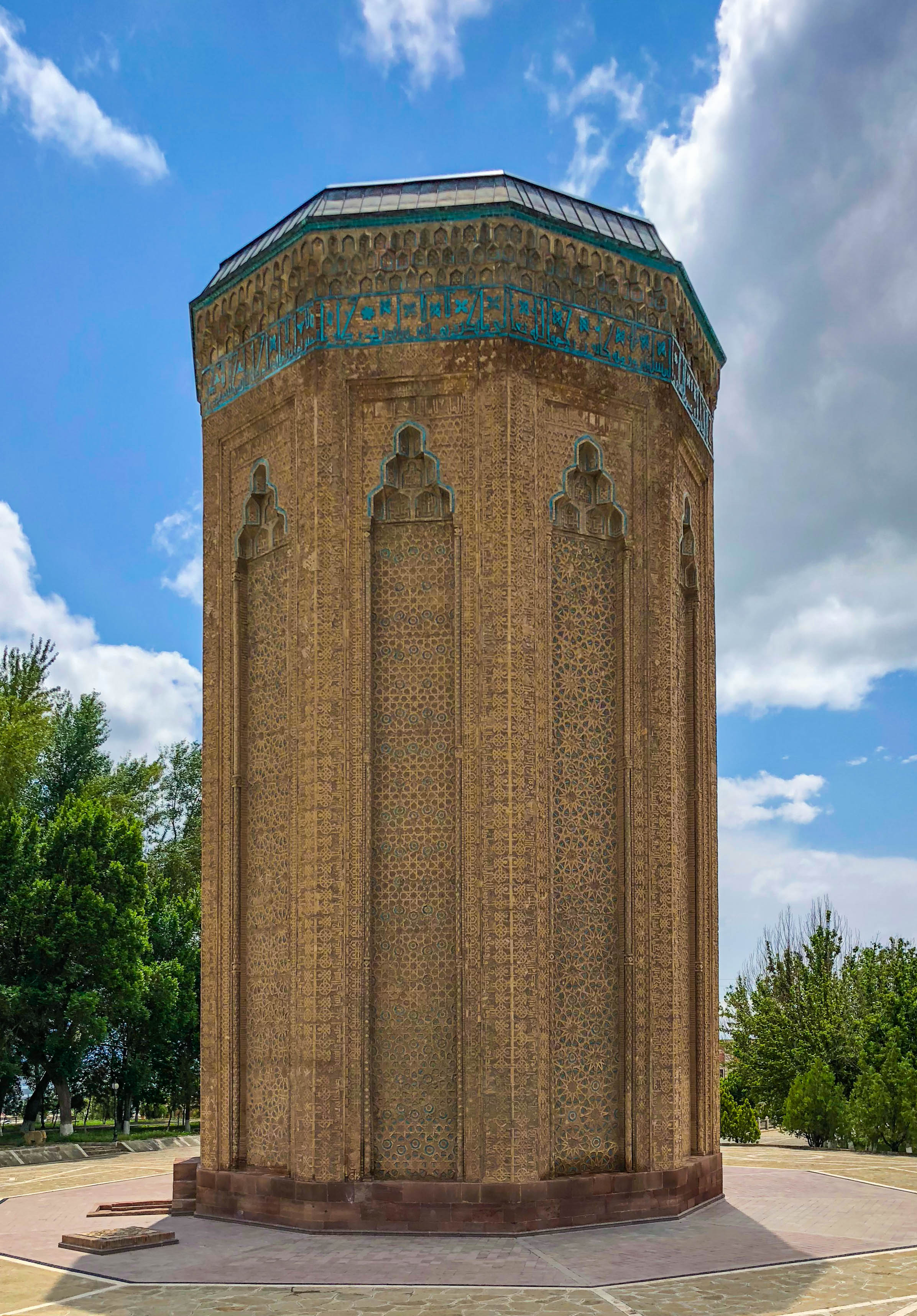
穆敏·卡吞陵墓是阿塞拜疆最著名地標之一。

建於12世紀，經過重大修葺的穆敏·卡吞陵墓（又稱「Atabek Gumbezi」）是當地的主要景點。「卡吞」即可敦（王后），穆敏是埃爾迪古茲王朝的阿德貝格賈翰·巴列文的配偶。這個紀念碑共有十面，用了綠松色磚塊，裝飾了精緻的幾何藝術和庫法體。同一街區還有該陵墓的建築師阿賈米·納赫奇瓦尼的雕像，以及蓋達爾·阿利耶夫的半身像。出自與陵墓同一建築師的還有八面的優素福·伊本·庫西埃陵墓，稱為「Atababa」，在主墓附近呈半荒廢狀態。
白色大理石造的胡塞因·賈維德陵墓於1993年建立。他是大清洗期間死於蘇聯勞改營的阿塞拜疆作家。陵墓和他的故居博物館都位於劇院的東邊。雖然是近年建立，但它意義深遠，顯示飛地受困於亞美尼亞但依然存活下來，並成為納希切萬的標誌。
納希切萬的一眾陵墓被國際古蹟遺址理事會（ICOMOS）阿塞拜疆委員會主席古纳拉·梅曼达洛娃（Gulnara Mehmandarova）於1998年提名到聯合國教科文組織世界遺產名錄。

### 美食
納希切萬的標誌性食物包括shirin plov（抓飯；加上羊肉、榛子、杏仁和果乾）、dastana、昆巴（komba）、tendir lavash和galin。
Lavash是一種麵包，以麵粉、水和鹽製作。麵包的厚薄隨著滾的厚薄而有所差異。有時會在烤培前灑上烤芝麻和/或罌粟種子。講到阿塞拜疆以及納希切萬的食物就很難不聯想到麵包。與前者相比，納希切萬的麵包搭配也有些分別；tendir lavash包薄如紙，galin（較厚）、dastana和昆巴（焙制玉米餅）。當它利用saj（烘烤麵包用的鐵盤）製作，就會稱為「Juha salmag」，saj上的lavash麵包。而當它利用tendir（一種在土中挖洞，並在洞中放入黏土做成的爐子）製作，就會稱為「llavash yapmag」，貼lavash麵包。因為在使用tendir製作的過程中，必須將麵包貼在爐的內壁上。有很多俗語跟lavash麵包有關，例如「Gyaldi lavash – Bitdili Sava」，「lavash一出——戰爭結束」，跟lavash麵包鬥是沒有可能的。

### 阿沙比·卡夫祭壇
阿沙比·卡夫（Ashabi-Kahf）是城市東部天然洞穴的祭壇，在伊兰达格和纳哈吉山之間。自古以來阿沙比·卡夫已經被視為聖地。當地不僅在納希切萬著名，也聞名於其餘的阿塞拜疆和中東國家。每年都有上萬人去當地朝聖。

### 博物館和畫廊
市內有許多歷史類博物館，例如納希切萬自治共和國文學博物館、納希切萬國家歷史博物館、納希切萬國家毛毯博物館，以及賈姆希德·納希切萬斯基和巴鲁兹·坎加利的故居博物館。在Istiqlal街也有一座考古博物館。市內有一些有趣的清真寺，尤其是主麻清真寺，有著巨大的圓頂。
納希切萬的現代博物館包括露天博物館、蓋達爾·阿利耶夫博物館，以及關於亞美尼亞和阿塞拜疆之間的民族衝突的紀念館。

### 音樂和媒體
地區電視Naxçıvan TV和Kanal 35，報章Sharg Gapisi的總部都設於該市。

### 體育
阿拉茲納希切萬（Araz Naxçivan）是歐洲五人制足球的勁旅之一，經常參與歐洲五人制足球盃。
納希切萬有一支專業足球隊，阿拉茲-納希切萬（Araz-Naxçıvan），作賽於阿塞拜疆最頂級的足球聯賽。
2014年，該市主辦了世界盃舉重大師賽。